# Адріана Шилі
Адріана Шилі (англ. Adriana Szili; нар. 6 січня 1985) — колишня австралійська тенісистка.
Найвищу одиночну позицію світового рейтингу — 409 місце досягла 21 жовтня 2002, парну — 468 місце — 28 лютого 2005 року.

## Фінали ITF

### Одиночний розряд (1-3)
| Результат | Ранг | Дата            | Турнір                    | Покриття   | Суперниця     | Рахунок       |
| --------- | ---- | --------------- | ------------------------- | ---------- | ------------- | ------------- |
| Перемога  | 1.   | 29 січня 2002   | Веллінгтон, Нова Зеландія | Тверде     | Ілк Джерс     | 6–2, 6–2      |
| Поразка   | 1.   | 15 вересня 2002 | Кіото, Японія             | Тверде (i) | Хісамацу Сіхо | 6–2, 3–6, 3–6 |
| Поразка   | 2.   | 22 вересня 2002 | Кіото, Японія             | Тверде (i) | Хісамацу Сіхо | 5–7, 5–7      |
| Поразка   | 3.   | 10 вересня 2006 | Гоуп-Айленд, Австралія    | Тверде     | Шеннон Голдс  | 2–6, 2–6      |